# Институт информационного, телекоммуникационного и медиаправа
Институт информационного, телекоммуникационного и медиаправа (нем. Institut für Informations-, Telekommunikations- und Medienrecht, сокр. ITM) — независимое структурное подразделение при Вестфальском университете, занимающееся исследованиями вопросов информационного права, в частности, защиты авторского и смежных прав, конфиденциальной информации от разглашения, а также особенностями интернет-права и других правоотношений, возникающих в информационной сфере. В составе учёного совета института — восемнадцать докторов наук из стран Евросоюза, а также США и Канады. Многие проекты института осуществляются по непосредственному заказу Еврокомиссии.

## Сфера исследований

### Информационное право
- Авторское право и правовая защита промышленных образцов и моделей
- Юридические вопросы электронной торговли
- Охрана товарного знака
- Вопросы международного частного права и международного гражданского процессуального права
- Конкурентное и корпоративное право

### Телекоммуникационное право
- Телекоммуникационный бизнес и защита потребителя
- Защита конкуренции и антимонопольного права

### Медиа-право
- Кинематографическое право
- Музыкальное право

### Юридическая информатика
- Использование интерактивных средств массовой информации в обучении
- Потенциал искусственного интеллекта в юриспруденции
- Возможности юридических экспертных систем
- Создание и работа с правовыми базами данных. Интернет-паблишинг
- Электронная коммерция

## Научная деятельность

### Действующие научные проекты

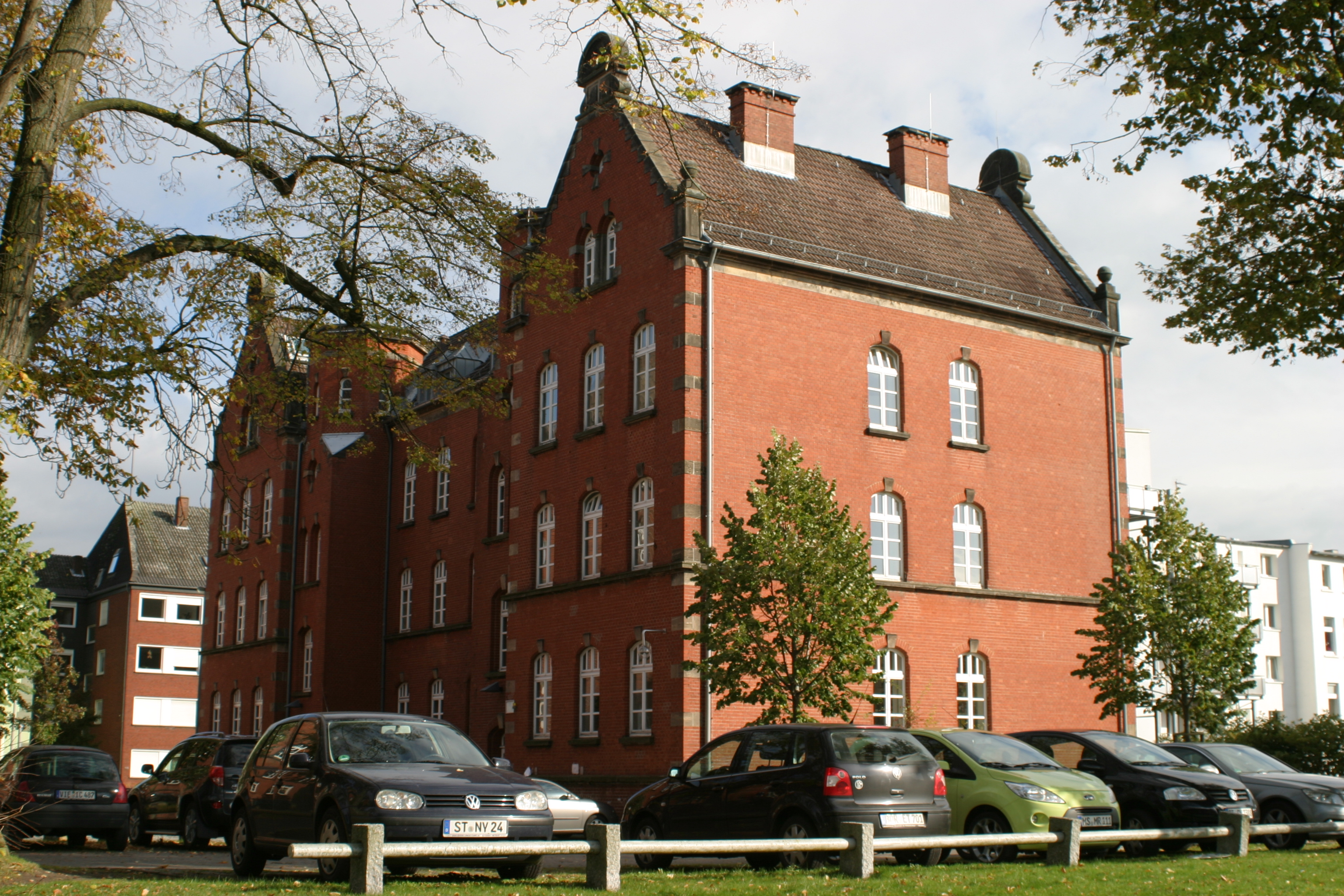
Здание института в Мюнстере

- CONSENT (англ. Consumer sentiment regarding privacy on user generated content services in the digital economy — Мнение пользователей по вопросам конфиденциальности интернет-ресурсов, предоставляющих возможность создания пользовательского контента). Проект осуществляется по заказу Еврокомиссии. Среди девятнадцати участников проекта — научно-исследовательские центры, высшие учебные заведения и неправительственные организации из тринадцати европейских государств.
- LAPSI (англ. Legal Aspects of Public Sector Information — Правовые аспекты сферы общедоступной информации). Проект также осуществляется по заказу Еврокомиссии. В проекте принимают участие двадцать организаций-партнёров из тринадцати стран Евросоюза. Главной целью проекта является общее определение и обсуждение законодательных препятствий для доступа и обмена общедоступной информацией в эпоху цифровых носителей информации. Проект LAPSI направлен на построение общеевропейской системы работы с информацией подобного рода, которая способна стать отправной точкой для дальнейших политических дебатов на самом высоком уровне.
- Центр исследований патентных прав (англ. Research Centre for Industrial Property Rights). Центр был учреждён в 1998 году в целях правовой защиты достижений науки и техники, как одно из важнейших условий эффективной экономики.
- «История информационного права». Проект осуществляется при поддержке Немецкого научно-исследовательского сообщества и направлен, главным образом, на выяснение точного времени появления и дальнейшей эволюции того, что ныне принято называть «информационным правом».

### Завершённые научные проекты
- ZAP-Project (Проект «ZAP»). Проект был направлен на построение более простых в использовании правовых баз данных, доступных для работы даже неспециалистам в электронной обработке данных.
- IPR-HD (англ. Intellectual Property Rights Helpdesk — «Горячая линия» интеллектуального права). Проект представлял собой общеевропейскую сеть научно-исследовательских институтов, юридических и консалтинговых компаний, объединённых для поддержки использования (в том числе — коммерческого) интеллектуальных прав субъектами малого и среднего бизнеса.

## Научно-издательская деятельность
Институтом опубликованы свыше пятидесяти книг и несколько сот статей по тематике информационного права.

## Мероприятия, проводимые институтом
Иниститут уделяет особое внимание публикации материалов в сети Интернет, так как по мнению руководства института это делает учебные материалы гораздо более доступными, нежели в печатном виде, что пока ещё мало распространено в Европе и в мире. Это также позволяет вносить в научно-методические публикации регулярные поправки и дополнения, с учётом вновь принятых законодательных норм и разрабатываемых технологических ноу-хау. О популярности подобной меры говорит широкий отклик студенческой общественности и правоведов. Так, в августе 2009 года, один только курс лекций по интернет-праву был скачан пользователями со всего мира свыше ста тысяч раз.